# Ortrud Westheider
Ortrud Westheider (* 1964 in Versmold) ist eine deutsche Kunsthistorikerin und seit April 2016 Direktorin des Museum Barberini in Potsdam, das am 21. Januar 2017 eröffnet wurde.

## Leben
Ortrud Westheider studierte Kunstgeschichte, Geschichte und Germanistik in Münster und Hamburg und wurde 1993 bei Monika Wagner mit einer Arbeit über Die Farbe Schwarz in der Malerei Max Beckmanns promoviert. 1994 bis 1996 absolvierte sie ein wissenschaftliches Volontariat an der Hamburger Kunsthalle und war dort als wissenschaftliche Mitarbeiterin für die Einrichtung der Galerie der Gegenwart bis zur Eröffnung 1997 tätig. 1997 und 1999 vertrat sie die wissenschaftliche Referentin für die Galerie Alte Meister an der Kunsthalle Bremen und war dort für die Neueinrichtung nach der Sanierung zuständig. 1999 bis 2002 war Westheider als wissenschaftliche Referentin für Gegenwartskunst am Westfälischen Landesmuseum für Kunst und Kulturgeschichte Münster tätig.
2002 wechselte sie als Kuratorin an das in Gründung begriffene Bucerius Kunst Forum in Hamburg, 2006 wurde sie dessen Direktorin. Hier realisierte sie bis 2015 in einem Ausstellungshaus ohne eigene Sammlung zahlreiche Ausstellungen mit wissenschaftlich innovativer Fragestellung und zugleich publikumszugewandt. Seit 2013 ist sie Mitglied des Hochschulrats der Hochschule für bildende Künste Hamburg.
Seit April 2016 ist Westheider Direktorin des Museum Barberini im von Hasso Plattner nach der Zerstörung Ende des Zweiten Weltkriegs wiederaufgebauten Palais Barberini in Potsdam. Das Museum hat sich mit publikumsstarken Ausstellungen in internationalen Kooperationen von der Antike bis zur zeitgenössischen Kunst profiliert und konnte bereits im Frühsommer 2019 seinen 1.000.000sten Besucher begrüßen. Zusammen mit Michael Philipp gibt Westheider die Publikationen des Museums Barberini heraus. Neben ihrer Museums- und Ausstellungstätigkeit hat sie Lehraufträge an der Universität Hamburg wahrgenommen.

## Ausstellungen (Auswahl)
- Max Beckmann. Landschaft als Fremde, Hamburger Kunsthalle, Kunsthalle Bielefeld und Kunstforum der Bank Austria, Wien, 1997/98
- Hanne Darboven. Das Frühwerk, mit Elke Bippus, Hamburger Kunsthalle, 1998
- Reiner Ruthenbeck. Zeichnungen, mit Hanna Hohl, Westfälisches Landesmuseum für Kunst und Kulturgeschichte Münster, 2000
- Roman Signer. Zeichnungen, mit Christoph Vögele, Westfälisches Landesmuseum für Kunst und Kulturgeschichte Münster, 2001
- Plug In. Einheit und Mobilität, mit Markus Heinzelmann, Westfälisches Landesmuseum für Kunst und Kulturgeschichte Münster, 2001
- Hanne Darboven. Die Bücher, mit Elke Bippus, Westfälisches Landesmuseum für Kunst und Kulturgeschichte Münster, 2002
- Max Beckmann. Menschen am Meer, mit Klaus Gallwitz, Bucerius Kunst Forum, Hamburg 2003
- Wolkenbilder. Die Entdeckung des Himmels, mit Inés Richter-Musso, Bucerius Kunst Forum, Hamburg 2004
- Frida Kahlo, Bucerius Kunst Forum, Hamburg 2006
- Konzeption der Ausstellungstrilogie 150 Jahre amerikanische Kunst. 1800–1950 mit den Folgen Neue Welt. Die Erfindung der amerikanischen Malerei (2007), High Society. Amerikanische Portraits des Gilded Age (2008) sowie Modern Life. Edward Hopper und seine Zeit (2009).
- Matisse. Menschen, Masken, Modelle, mit Ina Conzen, Bucerius Kunst Forum, Hamburg 2009
- Marc Chagall. Lebenslinien, mit Meria Perry-Lehmann Bucerius Kunst Forum, Hamburg 2010
- William Turner. Maler der Elemente, mit Inés Richter-Musso, Bucerius Kunst Forum, Hamburg 2011
- Ferdinand Hodler und Cuno Amiet. Eine Künstlerfreundschaft zwischen Jugendstil und Moderne, mit Christoph Vögele, Bucerius Kunst Forum, Hamburg 2012
- New York Photography 1890–1950. Von Stieglitz bis Man Ray, Bucerius Kunst Forum, Hamburg 2012
- Rodtschenko. Eine neue Zeit, mit Alla Chilova, Bucerius Kunst Forum, Hamburg 2013
- Mondrian. Farbe, Bucerius Kunst Forum, Hamburg 2014
- Über Wasser. Malerei und Photographie von William Turner bis Olafur Eliasson, mit Ulrich Pohlmann, Bucerius Kunst Forum, Hamburg 2015
- Miró. Malerei als Poesie, mit Marion Ackermann und Michael Peppiatt, Bucerius Kunst Forum, Hamburg 2015
- Picasso. Fenster zur Welt, Bucerius Kunst Forum, Hamburg 2016
- Impressionismus. Die Kunst der Landschaft, Museum Barberini, Potsdam 2017
- Max Beckmann. Welttheater, mit Eva Fischer-Hausdorf, Museum Barberini, Potsdam 2018
- Gerhard Richter. Abstraktion, mit Dietmar Elger, Museum Barberini, Potsdam 2018[3]
- Wege des Barock. Die Nationalgalerien Barberini Corsini in Rom, mit Maurizia Cicconi, Michele Di Monte und Inés Richter-Musso, Museum Barberini, Potsdam 2019
- (mit Michael Philipp und Daniel Zamani) (Hrsg.): Wolken und Licht. Impressionen in Holland. Prestel Verlag 2023, ISBN 978-3-7913-9104-5.